# Estadio General Andrés Rodríguez
El Estadio General Andrés Rodríguez fue un estadio de fútbol ubicado en la ciudad de Asunción, Paraguay. Su capacidad era de 6.000 espectadores. En él jugaba sus partidos de local el extinto Club Cerro Corá.